# Academia de Comércio Epitácio Pessoa
A Academia de Comércio Epitácio Pessoa é um prédio histórico localizado em João Pessoa, capital do estado brasilleiro da Paraíba. Inaugurado em 1922, a construção é tombada pelo Instituto do Patrimônio Histórico e Artístico do Estado da Paraíba (Iphaep) desde 2 de dezembro de 1998, em virtude de seu valor histórico-cultural.
O prédio, reformado durante o governo de Rui Carneiro em 1940, apresenta arquitetura eclética e uma imponente cúpula. Suas janelas e painéis, de esquadrias arqueadas e conjugadas do pavimento superior, apresentam bandeiras com caixilhos em estilo art nouveau.